# Dušan Jelić
Dušan Jelić, conosciuto anche come Dušan Koutsopoulos (in serbo Душан Јелић?; Belgrado, 13 agosto 1974), è un ex cestista e allenatore di pallacanestro serbo con cittadinanza greca.

## Palmarès
- Coppa di Grecia: 1

Olympiacos: 2001-02